# Hipotrohoidă

Curba roșie este o hipotrohoidă trasată când cercul mic se rostogolește în interiorul cercului mare (parametrii sunt R = 1,0, r = 0,6, d = 1,2).

O hipotrohoidă este o ruletă trasată de un punct atașat unui cerc de rază r, care se rostogolește în interiorul unui cerc fix de rază R, când punctul este la distanța d față de centrul cercului interior.
Ecuațiile parametrice pentru o hipotrohoidă sunt:
{\displaystyle x=(R-r)\cos \theta +d\cos \left({R-r \over r}\theta \right)}
{\displaystyle y=(R-r)\sin \theta -d\sin \left({R-r \over r}\theta \right)}
Cazurile speciale includ hipocicloida cu d = r și elipsa cu R = 2r.
Jucăriile Spirograph trasează curbe hipotrohoide și epitrohoide.